# Lago Amadeus
O lago Amadeus é um enorme lago salgado na área de Uluru (Ayers Rock), localizado no canto sudoeste do Território do Norte, na Austrália. Devido à aridez da região, geralmente está quase totalmente seco. Em tempos de chuva suficiente, faz parte de um sistema de drenagem que flui no sentido leste e acaba no rio Finke. É o maior lago salgado do Território do Norte
Foi descoberto pelo explorador Ernest Giles, que tinha originalmente visado honrar o seu benfeitor, o barão Ferdinand von Mueller, assim chamando-lhe Lago Ferdinand. No entanto, Giles escolheu o nome em honra de Amadeu I de Espanha.
O lago Amadeus tem 180 km de comprimento e 10 km de largura e contém até 600 milhões de toneladas de sal; porém a exploração de sal não se mostrou viável devido à sua localização remota.